# Conferência de Berlim (1954)
A Conferência de Berlim de 1954 foi um encontro dos ministros das relações exteriores dos Estados Unidos (John Foster Dulles), Reino Unido (Anthony Eden), França (Georges Bidault) e União Soviética (Vyacheslav Molotov), que decorreu entre 25 de janeiro e 18 de fevereiro de 1954.
Os ministros concordaram em convocar uma conferência internacional mais ampla para discutir uma solução para a recente Guerra da Coreia e a contínua Guerra da Indochina entre a França e o Viet Minh , mas não chegou a acordo sobre questões de segurança européia e o estatuto internacional da Alemanha e da Áustria, então sob ocupação de quatro poderes após a Segunda Guerra Mundial.
O encontro de Berlim foi um dos primeiros frutos do primeiro período de distensão entre Estados Unidos e União Soviética ou "descongelamento" na sequência da primeira Guerra Fria. Poucos avanços foram feitos, exceto com a Áustria, dos quais os soviéticos concordaram em retirar-se se fosse tornado neutro. A Conferência de Genebra subsequentemente foi produzir uma paz temporária na Indochina e a retirada da França do Vietnã, embora a paz formal na Coréia permaneceu evasiva. Alguns efeitos da Conferência de Berlim foram que os líderes não conseguiram chegar a um acordo. Havia um "medo da liberdade", isto era entre o leste e o oeste em assuntos como eleições livres na Alemanha e na Áustria. A URSS não estava disposta a colocar qualquer confiança em qualquer país. Oito semanas após a conclusão desta conferência, eles planejaram a Conferência de Genebra.